# Organizzazione O
L'Organizzazione O (“O” per Osoppo), secondo i documenti della Commissione stragi presieduta dal senatore Libero Gualtieri, fu una organizzazione militare segreta, formata su base volontaria, che operò, con nomi anche diversi dal gennaio 1946 al 4 ottobre 1956.

## Storia
L'organizzazione fu costituita su iniziativa di alcuni capi militari della disciolta Brigata Osoppo (tenente colonnello Luigi Olivieri, Prospero Del Din e Aldo Specogna) per far fronte, perdurante l'incertezza della definizione del confine orientale prima del Trattato di Parigi (settembre 1947), alle minacce dell'esercito popolare della neonata Repubblica Socialista Federale di Jugoslavia e nell'incertezza dei comportamenti delle formazioni comuniste friulane delle ex brigate Garibaldi.
C'era la preoccupazione da parte della componente militare della Osoppo, in modo particolare dopo l'eccidio di Porzûs, di una possibile convergenza politica dei comunisti friulani con i comunisti jugoslavi in merito alla definizione dei confini. Preoccupazione alimentata anche dall'ambiguità avuta in merito dal PCI nazionale e dalla scelta fatta della Brigata Garibaldi “Natisone”, comandata da Giovanni Padoan, che, nell'autunno del 1944, era andata sotto il comando del IX Korpus sloveno.
Il IX Korpus sloveno era riuscito ad occupare provvisoriamente, sull'onda della ritirata dell'esercito tedesco e delle formazioni fasciste, Udine, Cividale del Friuli, Tarcento e la Val Canale ma era anche stato prontamente respinto al di là del confine attuale. Così il generale Raffaele Cadorna prima autorizzò (aprile 1946) la formazione segreta, su base volontaria, denominata “Osoppo-Friuli”, con 2.150 uomini e, dopo la firma del trattato di pace di Parigi, la autorizzò a prendere il nome di "3º Corpo Volontari della Libertà", con un organico di 4.484 uomini. La formazione, schierata ai confini durante i giorni delle prime elezioni politiche del 18 aprile 1948, fu smascherata perché ci fu uno scontro a fuoco con l'Esercito Popolare Jugoslavo e ci furono tre morti italiani e uno slavo.
Successivamente l'organizzazione di volontari cambiò diversi nomi:
- “Ufficio Monografie”;
- “Volontari della Difesa dei Confini Italiani VIII (V.D.C.I.VIII)”, con questo nome raggiunsero circa 10.000 volontari;
- “Organizzazione O”, strutturata in 15 battaglioni.

Il 4 ottobre 1956 l'organizzazione “O” fu sciolta perché l'Esercito Italiano ritenne di aver raggiunto una buona efficienza operativa sulla linea di difesa del confine orientale e il materiale rientrò nelle caserme. In quell'anno il Governo italiano e lo Stato Maggiore della Difesa firmarono l'accordo NATO per l'Organizzazione Gladio.